# Улица Карла Роберта Якобсона
Улица Ка́рла Ро́берта Я́кобсона, также улица Я́кобсона (эст. Carl Robert Jakobsoni tänav, Jakobsoni tänav) — улица в Таллине, столице Эстонии.

## География
Находится в микрорайоне Торупилли, район Кесклинн. Начинается от Тартуского шоссе, пересекается с улицей Юхана Кундера и заканчивается у перекрёстка с улицей Гонсиори.
Протяжённость — 301 м.

## История
Названия улицы согласно письменным источникам:
- 1885 год — эст. Uus-Slobodi tänav;
- XIX век — Слободская улица, нем. Slobodenstraße, эст. Slobodi tänav; Ново-cлободская улица, нем. Neue Sloboden–Straße, эст. Uus-Slobodi tänav;
- 1887 год, 1907 год, 1916 год — Владимірская улица,
- 1887 год, 1907 год — нем. Wladimirstraße;
- 1908 год, 1921 год, 1923 год — эст. Vladimiri tänav;
- 1921 год — эст. Vladiimiri tänav.

Эти названия возникли в связи с тем, что на рубеже XVIII–XIX веков у современных улиц Юри Вильмса, К. Р. Якобсона и Хыбеда возникло поселение, которое его жители, в основном русские по национальности, называли Новая слобода. В 1886 году Ревель посетил Великий князь Владимир Александрович, в связи с чем 13 июля 1887 года Ревельский городской совет верноподданнически запросил разрешения назвать улицу Владимирской, и разрешение было получено.

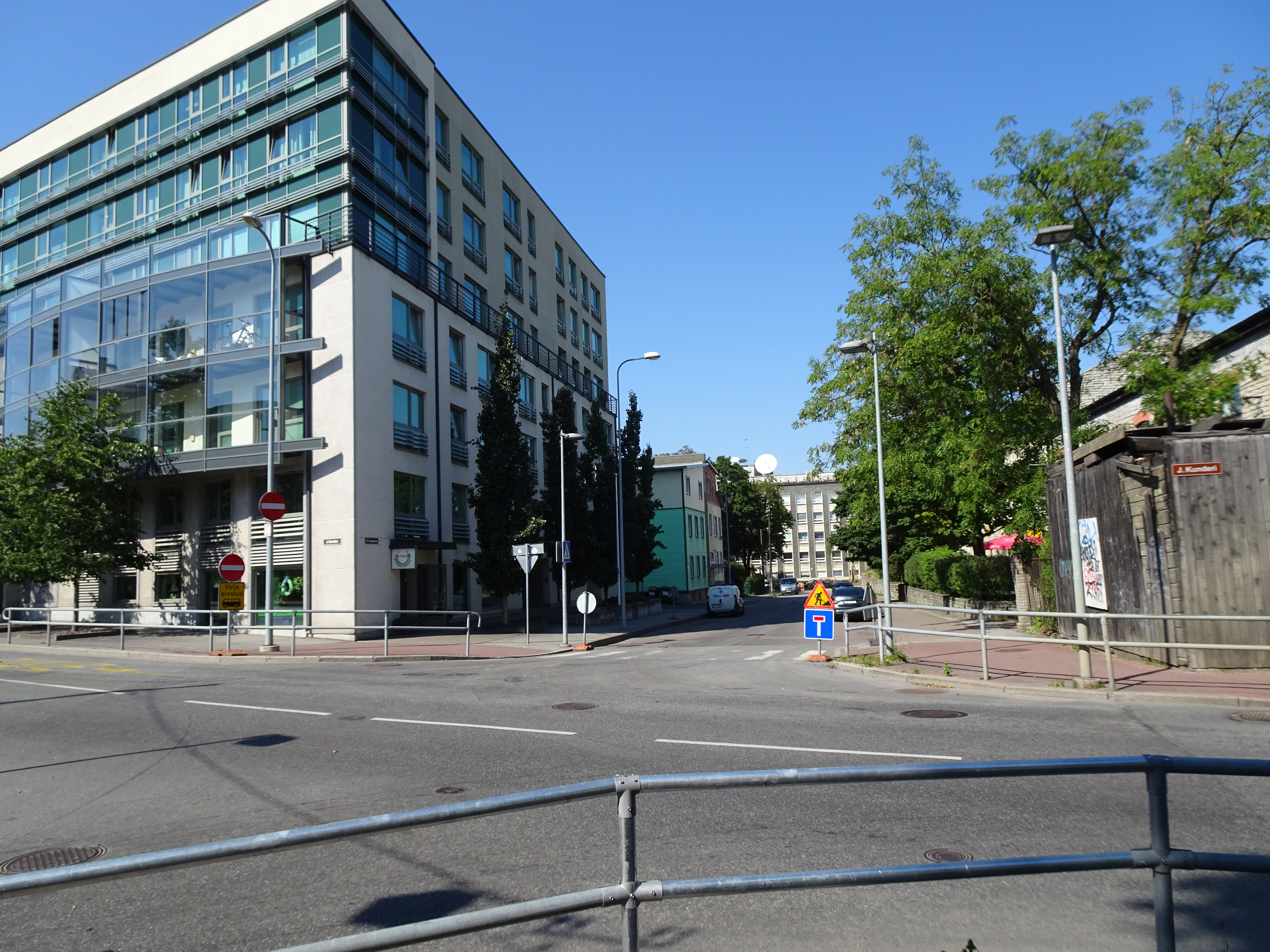
Перекрёсток улиц Якобсона и Кундера

17 января 1923 года улица получила своё нынешнее название по имени выдающегося деятеля эстонского национального движения Карла Роберта Якобсона.
До 1962 года в комплексе исторических зданий из плитняка по адресу ул. К. Р. Якобсона 14 / ул. Ю. Кундера 15 располагался Таллинский комбинат молочных продуктов, который затем переехал на Пярнуское шоссе. Предшественником предприятия была Центральная таллинская маслодельня, работавшая с 1907 года в зданиях бывшей Дрожжевой фабрики по тому же адресу. С 1968 года здесь находился учебный комплекс Министерства автотранспорта и шоссейных дорог Эстонской ССР, а также цехи нескольких предприятий, в частности «Уку» и «Салво». Здания сохранились в перестроенном виде, используются различными магазинами, кафе и предприятиями услуг.
Деревянные доходные дома на улице относятся в основном к 1910—1915 годам.
Общественный транспорт по улице не курсирует.